# Phaeostigma albarda
Phaeostigma albarda är en halssländeart som beskrevs av Walter Rausch och Horst Aspöck 1991.
Phaeostigma albarda ingår i släktet Phaeostigma och familjen ormhalssländor. Inga underarter finns listade i Catalogue of Life.